# Staircase Glacier
Staircase Glacier är en glaciär i Antarktis. Den ligger i Östantarktis. Nya Zeeland gör anspråk på området. Staircase Glacier ligger 487 meter över havet.
Terrängen runt Staircase Glacier är varierad. Trakten är obefolkad. Det finns inga samhällen i närheten.